# Gerardo Domínguez
Giraldo Domingues, castellanizado como Gerardo Domínguez, (Medello, ? - Estremoz, 5 de marzo de 1321) fue un eclesiástico portugués, sucesivamente canónigo de Coímbra y obispo de Oporto, de Palencia y de Évora.

## Biografía
Hombre de confianza de los reyes Dionisio I e Isabel, fue trasladado desde Oporto a Palencia para servir a la hija de los anteriores, Constanza de Portugal, que se convirtió en reina de Castilla por su matrimonio con Fernando IV, aunque tras la muerte de ésta regresó a Portugal.
Giraldo murió asesinado en 1321 cuando, comisionado por el papa Juan XXII, intentaba pacificar las revueltas ocurridas con motivo de la pretensión al trono de los dos hijos del rey, Alfonso IV de Portugal y Alfonso Sánchez.  
| Predecesor: Sancho Pires  | Obispo de Oporto 1300 – 1308   | Sucesor: Fradulo         |
| Predecesor: Pedro         | Obispo de Palencia 1309 – 1313 | Sucesor: Domingo         |
| Predecesor: Rodrigo Pires | Obispo de Évora 1314 – 1321 †  | Sucesor: Gonzalo Pereira |